# Requena (Peru)
Requena ist die Hauptstadt der Provinz Requena in der Region Loreto im Nordosten von Peru. Die Stadt ist auch Verwaltungssitz des gleichnamigen Distrikts. Die Stadt hatte beim Zensus 2017 22.875 Einwohner, 10 Jahre zuvor lag die Einwohnerzahl bei 22.055.
Die Stadt Requena liegt auf einer Höhe von 114 m im peruanischen Amazonastiefland am rechten Flussufer des Río Tapiche, wenige Meter oberhalb dessen Mündung in den Río Ucayali. Die Stadt hat einen wichtigen Binnenhafen.